# Lista över insjöar i Sverige med namn som slutar med -flarken
Lista över insjöar i Sverige med artikel på Wikipedia som slutar på flarken:
- Flarken, Västergötland, sjö i Mariestads kommun och Västergötland 58°33′24″N 13°40′23″Ö / 58.55678°N 13.67294°Ö
- Bomflarken, sjö i Ljusdals kommun och Hälsingland 61°49′05″N 14°49′09″Ö / 61.81796°N 14.81909°Ö
- Djupflarken, sjö i Nordanstigs kommun och Hälsingland 62°05′38″N 16°38′24″Ö / 62.09402°N 16.63992°Ö
- Flarken (Färila socken, Hälsingland, 684462-149983), sjö i Ljusdals kommun och Hälsingland 61°42′57″N 15°48′07″Ö / 61.71572°N 15.80185°Ö
- Flarken (Färila socken, Hälsingland, 687576-146972), sjö i Ljusdals kommun och Hälsingland 62°00′09″N 15°12′54″Ö / 62.00258°N 15.21491°Ö
- Flarken (Ytterhogdals socken, Hälsingland), sjö i Härjedalens kommun och Hälsingland 62°09′30″N 14°53′20″Ö / 62.15846°N 14.88898°Ö
- Källarflarken, sjö i Ljusdals kommun och Hälsingland 61°41′36″N 15°29′45″Ö / 61.69329°N 15.49595°Ö
- Lombäcksflarken, sjö i Ljusdals kommun och Hälsingland 61°48′13″N 14°37′35″Ö / 61.80361°N 14.62631°Ö
- Myrtäktflarken, sjö i Ljusdals kommun och Hälsingland 61°49′27″N 14°49′13″Ö / 61.82417°N 14.82041°Ö
- Nedre Björnåflarken, sjö i Ljusdals kommun och Hälsingland 61°49′19″N 14°43′40″Ö / 61.82194°N 14.72769°Ö
- Stensjöflarken, sjö i Ljusdals kommun och Hälsingland 61°43′01″N 15°30′21″Ö / 61.71682°N 15.50573°Ö
- Övre Björnåflarken, sjö i Ljusdals kommun och Hälsingland 61°48′51″N 14°43′14″Ö / 61.81417°N 14.72057°Ö
- Flarken, Härjedalen, sjö i Härjedalens kommun och Härjedalen 62°17′26″N 14°53′35″Ö / 62.29066°N 14.89305°Ö
- Flarken, Jämtland, sjö i Bergs kommun och Jämtland 62°42′15″N 14°02′39″Ö / 62.70430°N 14.04419°Ö
- Flarken, Ångermanland, sjö i Härnösands kommun och Ångermanland 62°45′28″N 17°29′08″Ö / 62.75764°N 17.48544°Ö
- Per-Jansflarken, sjö i Härnösands kommun och Ångermanland 62°39′25″N 17°31′41″Ö / 62.65688°N 17.52812°Ö
- Stenbitflarken, sjö i Härnösands kommun och Ångermanland 62°45′06″N 17°37′17″Ö / 62.75173°N 17.62134°Ö
- Vålmyrflarken, sjö i Härnösands kommun och Ångermanland 62°45′41″N 17°36′39″Ö / 62.76138°N 17.61097°Ö
- Hansflarken, sjö i Vindelns kommun och Västerbotten 64°22′20″N 19°05′53″Ö / 64.37224°N 19.09813°Ö
- Flarken (Överluleå socken, Norrbotten, 730685-175138), sjö i Bodens kommun och Norrbotten 65°45′56″N 21°17′15″Ö / 65.76568°N 21.28759°Ö
- Flarken (Överluleå socken, Norrbotten, 730698-175246), sjö i Bodens kommun och Norrbotten 65°45′46″N 21°18′45″Ö / 65.76290°N 21.31239°Ö
- Storflarken, Norrbotten, sjö i Piteå kommun och Norrbotten 65°28′07″N 20°08′31″Ö / 65.46872°N 20.14203°Ö
- Fritsflarken, sjö i Sorsele kommun och Lappland 65°34′02″N 18°08′58″Ö / 65.56723°N 18.14933°Ö
- Nilssonsflarken, sjö i Sorsele kommun och Lappland 65°33′26″N 18°04′07″Ö / 65.55723°N 18.06872°Ö
- Storflarken (Arjeplogs socken, Lappland), sjö i Arjeplogs kommun och Lappland 65°49′41″N 18°11′27″Ö / 65.82807°N 18.19078°Ö
- Storflarken (Arvidsjaurs socken, Lappland), sjö i Arvidsjaurs kommun och Lappland 65°28′51″N 18°34′02″Ö / 65.48095°N 18.56733°Ö
- Storflarken (Malå socken, Lappland), sjö i Malå kommun och Lappland 65°21′13″N 18°48′51″Ö / 65.35371°N 18.81411°Ö